# Para o Grande Amor
"Para o Grande Amor" é uma canção da banda Trêmula, de composição do guitarrista Peu Souza. A música esteve presente no primeiro e único álbum da banda "Selvagens Procurando Lei" de 2005. 
A canção foi regravada pela cantora brasileira de rock Pitty, lançada, oficialmente, em 16 de dezembro de 2019, como terceirosingle do seu quinto álbum de estúdio, Matriz.

## Precedentes &Lyric video
Para o Grande Amor foi anunciada como single promocional do álbum, em 16 de dezembro de 2019, por Pitty, em sua conta oficial no Twitter, avisando que também já estaria nas rádios. Nada foi falado de um videoclipe, apenas lançado um lyric video.

## Lista de faixas
Versão single
- Para o Grande Amor — 3:43